# Tatort: Gute Freunde
Gute Freunde ist ein Fernsehfilm aus der Krimireihe Tatort. Die Folge wurde vom Südwestrundfunk unter der Regie von Martin Gies produziert und erstmals am 13. Mai 2001 im Deutschen Fernsehen ausgestrahlt. Es ist die 470. Folge des Tatorts und 22. Episode mit der Ludwigshafener Ermittlerin Lena Odenthal (Ulrike Folkerts). Für ihren Kollegen Mario Kopper (Andreas Hoppe) ist es der 13. Fall.
Kommissarin Lena Odenthal ermittelt in einem Mordfall, der sie zu einem bekannten TV-Moderator führt. Nur zögerlich offenbaren sich die wahren Hintergründe, die zu dem Verbrechen geführt haben.

## Handlung
Frank Resig erschlägt im Streit seine Gelegenheitsbekanntschaft Peter Kreuzer. In seiner Not klingelt des nachts bei seinem alten Schulfreund und TV-Moderator Tobias Buchert, damit er ihm hilft. Tatsächlich lässt dieser sich dazu herab beim Wegzuschaffen der Leiche zu helfen, da er noch etwas bei Buchert gutzumachen hat. Dabei werden sie von einem Passanten beobachtet, der Buchert erkennt und dies der Polizei zu Protokoll gibt, als diese sich am nächsten Tag um den vermeintlichen Unfall kümmert. Nachdem eindeutig klar ist, dass der Mann erschlagen wurde, werden Odenthal und Kopper alarmiert.
Kommissarin Odenthal sucht Tobias Buchert auf und spürt sofort, dass der Mann etwas vor ihr verbergen will. Der alleinerziehende Vater hat vor einigen Jahren seine Frau bei einem Unfall verloren. Mittlerweile wird er auch noch von Resig erpresst, was Buchert sich nicht gefallen lässt und einen Schläger auf seinen alten Freund ansetzt.
Odenthal findet heraus, dass Buchert vor seiner TV-Karriere zusammen mit einem Partner eine Medienagentur eröffnet hatte. Dieser Hinweis führt sie zu Frank Resig, der nach der Pleite der Firma sozial abgestiegen ist und recht viel Alkohol konsumiert. Sie kommt auch hinter das Geheimnis, welches Buchert und Resig umgibt, denn Buchert hatte sich vor Jahren sexuell mit seiner Adoptivtochter eingelassen und als Bucherts Frau dahinter kam, fuhr sie absichtlich mit dem Auto gegen einen Baum. Nachdem er dieses Verhältnis öffentlich in einer seiner Talk-Shows zugibt, ist er für Resig nicht mehr erpressbar. Erbost darüber fasst dieser den Entschluss Buchert umzubringen. Kopper erfährt dies von Resigs Kumpel Nico Tober, der ihm auch sagt, dass Resig dem „Penner“ die Flasche „über den Schädel gezogen“ und Buchert dann geholfen hatte die Leiche zu beseitigen, weil das alles vor seinem Grundstück passiert war. Kopper begibt sich umgehend zum TV-Studio und kann Resig, der gerade mit einer gezogenen Waffe auf Buchert zugeht, außer Gefecht setzen und festnehmen.

## Rezeption

### Einschaltquote
Bei ihrer Erstausstrahlung in Deutschland am 13. Mai 2001 sahen 6,19 Millionen Zuschauer die Folge Gute Freunde, was einem Marktanteil von 22,8 Prozent entsprach.
Es war die letzte Folge mit Odenthals Vorgesetztem Friedrichs, dessen Schauspieler Hans-Günther Martens am 1. Januar 2001 verstorben war.

### Kritik
Die Kritiker der Fernsehzeitschrift TV Spielfilm geben für diesen Tatort den Daumen nach oben und meinen: „Der gut besetzte ‚Tatort‘ liefert saubere Spannung und entlarvt dabei den verlogenen Schein der heilen TV-Talkshow-Welt.“